# Marion Gröbner
Marion Gröbner (* 26. Dezember 1985 in Scheibbs) ist eine ehemalige österreichische Fußballspielerin. Die Offensivspielerin spielte für den norwegischen Zweitligisten Medkila Idrettslag und die österreichische A-Nationalmannschaft.

## Karriere
Gröbner begann ihre Laufbahn 1992 in Wieselburg und spielte später in der Bundesliga für die SG Ardagger/Neustadtl, den SV Neulengbach, Union Kleinmünchen Linz und USC Landhaus Wien. Mit Neulengbach gewann sie 2004 die Meisterschaft. 2010 wechselte sie nach Deutschland zum Bundesligaaufsteiger Herforder SV. Im April 2012 unterschrieb sie in Norwegen beim Medkila Idrettslag.
Seit 2003 ist Gröbner in der österreichischen A-Nationalmannschaft aktiv, zuvor spielte sie bereits in der U-19-Nationalmannschaft. 2008 wurde sie bei der VdF-Fußballerwahl zu Österreichs Fußballerin des Jahres gewählt. Am 20. Jänner 2013 verkündete sie ihren Wechsel zurück in die deutsche Bundesliga zum FSV Gütersloh 2009, wo sie einen Sechs-Monats-Vertrag unterschrieb.

## Erfolge / Auszeichnungen
- Österreichischer Meister 2004
- Spielerin der Saison 2007/08 in der ÖFB-Frauenliga

## Sonstiges
Nach ihrem Schulabschluss schloss sie eine Ausbildung zur Industriekauffrau erfolgreich ab.